# Calypso (Musik)
Calypso ist ein afro-karibischer Tanzrhythmus beziehungsweise Musikstil.

## Geschichte

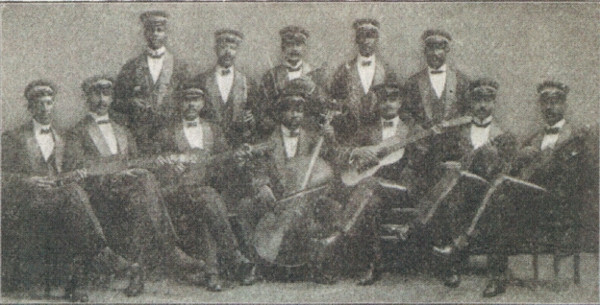
Lovey's String Band (vor 1925)

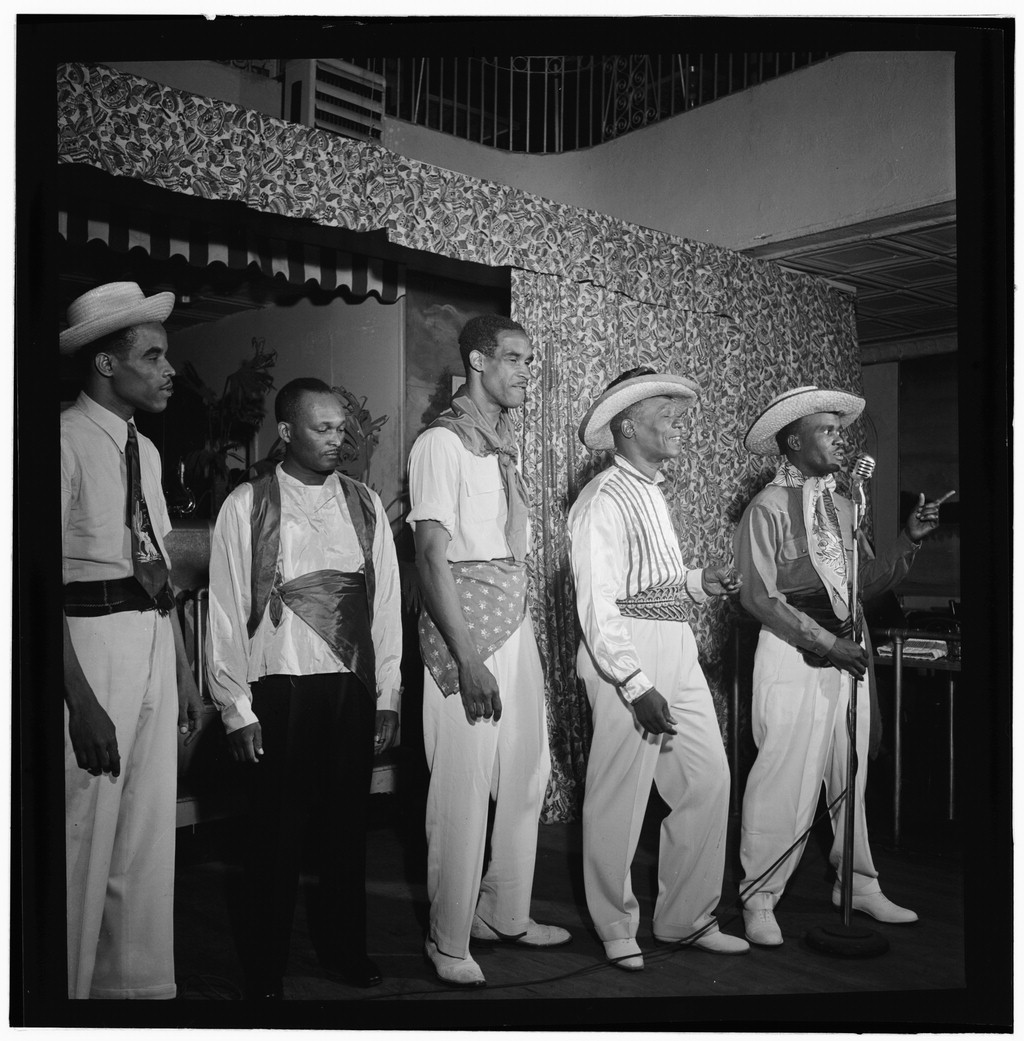
Lord Invader, Patrick MacDonald und Wilmoth Houdini in einem New Yorker Nachtclub (ca. 1938)

Calypso in seiner heutigen Form entstand zu Beginn des 20. Jahrhunderts auf Trinidad und ist immer noch ein wichtiger Bestandteil der Musik von Trinidad und Tobago. Die Ursprünge gehen auf afrikanische Sklaven zurück. Das Wort Calypso leitet sich vom Yoruba-Begriff kaiso (Bravo!, Noch mal!) ab; Kaiso wird auf Trinidad heute noch synonym für Calypso verwendet. Ursprünglich war Calypso ein Wettstreit zwischen zwei Sängern, die sich gegenseitig so gut wie möglich verspotteten.
Ab 1783 wurden unter dem spanischen Gouverneur José María Chacón im Rahmen der Umsetzung der Cedula de populacion, eines Edikts des spanischen Ministers José de Gálvez y Gallardo, massiv Franzosen aus den französischen Besitzungen der Karibik auf Trinidad angesiedelt, weil diese mit Klima und Boden vertraut waren. Die Franzosen brachten aus Westafrika stammende Sklaven und den Karneval mit sich, wo nun Calypsowettstreite populär wurden, insbesondere nach der Abschaffung der Sklaverei 1834. Während die meisten Quellen die afrikanischen Ursprünge der Musik betonen, weist Rafael de Leon in seinem 1986 erschienenen Buch Calypso from France to Trinidad, 800 Years of History auf eine Abstammung vom mittelalterlichen französischen Troubadour hin.
Unter englischer Kolonialherrschaft wurde Anfang des 20. Jahrhunderts ein kompetitiver Calypsosänger als „chantwell“ (von to chant well, gut singen) bezeichnet, später bürgerte sich der Begriff „Calypsonian“ für Calypso-singende Unterhaltungskünstler ein. Politiker, Journalisten und die Öffentlichkeit debattierten Inhalte von Calypsos. Die Lieder schufen einen Raum für freie Meinungsäußerung, etwa das Aufdecken politischer Korruption. Die britischen Behörden versuchten, dies durch Zensurmaßnahmen einzuschränken, was ihnen aber nicht vollständig gelang. Die erste Calypsoaufnahme entstand am 20. Juni 1912 als Instrumentalfassung mit Lovey’s Trinidad String Band unter dem Titel Manuelita (Victor #63792) in New York, gefolgt 1914 mit der ersten Vokalaufnahme mit dem Duke of Iron unter dem Titel Iron Duke In The Land und am 11. September 1914 entstand mit Jules Sims der Song Native Trinidad Kalenda auf Trinidad. Am 7. September 1915 nahm Lionel Belasco sein Bajan Girl auf; Belasco hat zwischen 1914 und 1945 insgesamt 278 Songs veröffentlicht. 
1921 begann die Kommerzialisierung des Calypso. Initialisiert durch den Calypsonian Walter „Railway“ Douglas bürgerte es sich ein, während der Karnevalssaison Zelte oder Pavillons („calypso tents“) zu errichten, in denen die Calypsonians auftraten, und für den Besuch Eintritt zu verlangen. Der Begriff „calypso tent“ hielt sich auch, als erfolgreiche Calypsonians ihre Auftritte in feste Gewerberäume verlegten.
Ende des 20. Jahrhunderts veränderte der Calypso durch den Einsatz von Computertechnik sein Klangbild. Während zuvor für Aufnahmen komplette Bands benötigt wurden, konnten diese nun von Einzelpersonen am Computer simuliert werden, was Auswirkungen auf die Art des Komponierens hatte.
Es begann nun das goldene Zeitalter des Calypso. Die ersten Musiker, die den Sprung auf internationale Bühnen schafften, waren Attila the Hun, Roaring Lion und Lord Invader, gefolgt von Lord Kitchener, einem der am längsten erfolgreichen Stars. Er veröffentlichte Aufnahmen bis zu seinem Tod im Jahr 2001. Anfang 1945 wurde Rum and Coca-Cola der Andrews Sisters, ein Plagiat zweier Lieder von Lord Invader (Text) und Lionel Belasco (Musik), ein US-amerikanischer Millionenseller.
1956 war Jean and Dinah von Mighty Sparrow ein großer Erfolg. Der Inhalt des Liedes, in dem die leichtere Verfügbarkeit von Prostituierten nach Schließung der „US Naval Base“ und „Missile Tracking Station“ in Chaguaramas auf Trinidad beschrieben wurde, führte zu politischeren Calypsoliedern, die mit der Partei People’s National Movement verbunden waren. Ein ebenfalls bekanntes auf dem Calypso basierendes Lied ist Any Dream Will Do von Jason Donovan. Auch der durch Sonny Rollins bekannt gewordene Jazzstandard St. Thomas beruht auf einem Calypso. Der Schauspieler Robert Mitchum nahm als Hommage an diese Musik das Album Calypso – is like so… auf.

## Musik
Musikaufnahmen basieren überwiegend auf dem 2/4-taktigen synkopierten Calypsorhythmus. Alle Vokalklänge werden ausgedehnt, sodass die Worte wie Pidgin Englisch klingen.